# Magnum Crimen
Magnum crimen, Nebentitel: Pola vijeka klerikalizma u Hrvatskoj (Das große Verbrechen: Ein halbes Jahrhundert des Klerikalismus in Kroatien) ist ein erstmals 1948 in kroatischer Sprache in Zagreb erschienenes Buch des ehemaligen römisch-katholischen Priesters und jugoslawischen Historikers Viktor Novak.
Es gehört zu den Veröffentlichungen im kommunistischen Jugoslawien, die sich mit dem Unabhängigen Staat Kroatien (NDH) auseinandersetzen und soll eine Dokumentation des „Verrats“, der „Kollaboration“ und der „Verbrechen“ der kroatischen faschistischen Ustascha-Bewegung darstellen. Im Zusammenhang mit den kommunistischen Nachkriegsprozessen gegen Ustascha-Funktionäre und ihre „Helfershelfer“, vor allem aus den Reihen des katholischen Klerus, stützt es sich dabei zumeist auf Dokumente aus dem Archiv der staatlichen jugoslawischen „Landeskommission zur Erforschung der Verbrechen der Besatzungsmächte und ihrer Helfershelfer“ sowie auf Presseberichte der Ustascha und Kirche. Das Buch soll von den kommunistischen Machthabern in Auftrag gegeben worden sein, um die von ihnen durchgeführten Schauprozesse zu unterstützen und dokumentiert die Gräueltaten der Ustascha in ausführlicher Form. Das Buch zeigt „eine kommunistisch-propagandistische und antikatholische Tendenz“, gilt aber dennoch als eines der wichtigsten Werke der jugoslawischen Geschichtsschreibung zu diesem Thema.

## Inhalt
Der Autor Viktor Novak beschäftigt sich in dem Buch mit der Rolle des Klerus der römisch-katholischen Kirche in Kroatien vom Ende des 19. Jahrhunderts bis zum Ende des Zweiten Weltkriegs.
Thematisiert wird vor allem dessen Verwicklung in die Verbrechen, die durch die klerikalfaschistische Ustascha zur Zeit des Unabhängigen Staates Kroatien begangen wurden und deren Voraussetzungen.

## Geschichte
Die Erstausgabe erschien als großformatige Broschur, mit 1119 Seiten auf Dünndruckpapier. Aus nicht geklärten Umständen, möglicherweise aufgrund der geringen Auflage von nur 4000 Stück ist die Erstausgabe eine bibliographische Rarität.
Die Kongregation für die Glaubenslehre der römisch-katholischen Kirche setzte das Buch kurz nach seinem Erscheinen auf ihr (1965/66 abgeschafftes) „Verzeichnis der verbotenen Bücher“. Gegen den Autor verhängte sie einen Kirchenbann.
Im Jahr 1960 erschien allgemein unbeachtet eine zweite gekürzte Ausgabe unter dem ins Kroatische übersetzten Titel Velika optužba in der Serie Društvo i religija (Gesellschaft und Religion) des Verlags Svjetlost in Sarajevo.
Erst der dritten Ausgabe, die 1986 beim Verlag Nova knjiga in Belgrad erschien wurde, vermutlich vor dem Hintergrund des sich verschärfenden Nationalitätenkonflikts innerhalb Jugoslawiens, von der Allgemeinheit wieder mehr Aufmerksamkeit geschenkt. Die Forderung der römisch-katholischen Wochenzeitung Glas Koncila, anstatt eines ungeprüften Nachdrucks des Werkes, die Neuauflage mit einer eigenen Quellenedition zu versehen, blieb unbeachtet.
Im Jahr 2011 erschien die vierte Ausgabe, in zwei Bänden, mit einer limitierten Auflage von 1500 Stück in englischer Sprache.

## Ausgaben
- Magnum crimen: pola vijeka klerikalizma u Hrvatskoj. Nakladni zavod Hrvatske, Zagreb 1948.
- Velika optužba (Magnum crimen): pola vijeka klerikalizma u Hrvatskoj. 2. gekürzte Auflage. Svjetlost, Sarajevo 1960.
- Magnum crimen: pola vijeka klerikalizma u Hrvatskoj. Nova knjiga, Belgrad 1986 (Nachdruck der Erstausgabe).
- Magnum Crimen: pola vijeka klerikalizma u Hrvatskoj. Nova knjiga, Beograd 1989.
- Magnum Crimen: Half a Century of Clericalism in Croatia. 2 Bde. Gambit, Jagodina 2011.